# Hard To Kill (2023)
Hard To Kill (2023) – gala wrestlingu organizowana przez amerykańską federację Impact Wrestling (IW), która była nadawana na żywo w systemie pay-per-view i za pośrednictwem platformy Fite.tv. Odbyła się 13 stycznia 2023 w Center Stage w Atlancie w stanie Georgia. Była to czwarta gala z cyklu Hard To Kill, a zarazem pierwsze per-per-view IW w 2023.
Na gali odbyło się dziesięć walk, w tym dwie w pre-show i jedna nagrana jako digital exclusive. W walce wieczoru, Mickie James pokonała Jordynne Grace i zdobyła mistrzostwo świata Impact Knockouts w pojedynku Title vs. Career. W innych znaczących walkach, Masha Slamovich pokonała Deonnę Purrazzo, Killer Kelly i Taylor Wilde w Four-Way matchu, stając się pretendentką do mistrzostwa świata Impact Knockouts, a Josh Alexander pokonał Bully’ego Raya w Full Metal Mayhem matchu, aby zachować mistrzostwo świata Impact w walce otwarcia. Wydarzenie obejmowało również debiut Santino Marelli jako Director of Authority, powrót PCO, specjalne występy Ravena i Tary oraz powrót Frankiego Kazariana, który ogłosił swoje odejście z All Elite Wrestling w celu podpisania kontraktu z Impact.

## Tło
7 października 2022 roku podczas gali pay-per-view Bound for Glory, Impact Wrestling ogłosił, że Hard To Kill odbędzie się 13 stycznia 2023 roku w Center Stage w Atlancie w stanie Georgia.

## Rywalizacje
Under Siege będzie oferowało walki wrestlingu z udziałem różnych zawodników na podstawie przygotowanych wcześniej scenariuszy i rywalizacji, które są realizowane podczas cotygodniowych odcinków programu Impact!. Wrestlerzy odgrywają role pozytywnych (face) lub negatywnych bohaterów (heel), którzy rywalizują pomiędzy sobą w seriach walk mających budować napięcie.

### Pojedynek o Impact World Championship
Na gali Bound for Glory (7 października 2022) Bully Ray powrócił do Impact Wrestling, uczestnicząc w dwudziestoosobowym pojedynku na zasadach Call Your Shot Gauntlet. Nowo przybyły zawodnik został zwycięzcą meczu, jako ostatniego eliminując Steve’a Maclina. Zyskał tym samym prawo wyboru czasu i miejsca walki o wybrany przez siebie tytuł mistrzowski. Tego samego wieczoru Josh Alexander obronił tytuł Impact World w starciu z Eddiem Edwardsem, następnie po meczu został zaatakowany przez członków Honor No More, grupy kierowanej przez przegranego. Chwilę później Bully Ray dołączył do zespołu, lecz zachęcany przez nich do wykorzystania swojej szansy i zdobycia tytułu mistrzowskiego, odmówił i zaatakował ich. Na odcinku Impact! z 13 października Ray wyjaśnił Alexandrowi, że pomógł mu, ponieważ chce wykorzystać swoją szansę we właściwy sposób, inaczej niż w przeszłości, kiedy to oszukiwał ludzi. Obiecał także, że da mu znać o wybranym miejscu i czasie walki o mistrzostwo świata. Jednak wielu, oprócz Tommy’ego Dreamera, kwestionowało prawdziwe motywy Bully’ego, w tym Moose, który nazwał go „szumowiną”. Na gali Over Drive (18 listopada) pretendent pokonał Moose’a w starciu ze stołami. Następnie po walce wieczoru, w której Alexander obronił tytuł mistrzowski przeciwko Frankiemu Kazarianowi, zakomunikował czempionowi, że ich spotkanie odbędzie się na gali Hard To Kill. Chwilę później niespodziewanie Ray zaatakował go oraz sterroryzował jego żonę, Jade Chung. Na odcinku Impact! z 22 grudnia Ray oraz jego sojusznicy, John Skyler i Jason Hotch, zaatakowali Alexandra. Tommy Dreamer, były przyjaciel napastnika, próbował zainterweniować i powstrzymać napaść, lecz został dotkliwie poturbowany przy użyciu drabiny i metalowego krzesła. Wiceprezes federacji, Scott D’Amore, na prośbę mistrza, przekształcił ich spotkanie na Hard To Kill w Full Metal Mayhem, jednocześnie nakazał im powrót do domu do czasu rozpoczęcia wydarzenia.  

### Pojedynek o Impact Knockouts World Championship
Na odcinku Impact! z 14 lipca Mickie James przegrała z Chelsea Green. Załamana porażką opuściła arenę i udała się do domu, nie będąc pewną swej przyszłości w wrestlingu. Zawodniczka powróciła do federacji 1 września i ogłosiła swoją ostatnią batalię o tytuł Impact Knockouts World, nazywając ją „Last Rodeo”. W przemówieniu zaznaczyła, że niepowodzenie w którejkolwiek walce podczas tej drogi oznaczało będzie dla niej zakończenie kariery ringowej. W kolejnych odcinkach programu odnosiła zwycięstwa nad Gisele Shaw, Mią Yim, Taylor Wilde i Chelsea Green. Ostatnia z nich, przybita porażką, opuściła federację. Na odcinku Impact! z 1 grudnia wrestlerka była lepsza od zaciekłej rywalki, Deonny Purrazzo. Tego samego dnia mistrzyni kobiet Impact Wrestling, Jordynne Grace, wyzwała ją na starcie na gali Hard To Kill. Spotkanie zostało zaplanowane na zasadzie zakładu. Grace położyła na szali tytuł mistrzowski, tymczasem James, zgodnie z obietnicą, ryzykowała karierą zawodniczą. Dwa tygodnie później wrestlerki podpisały kontrakt. Ceremonię przerwała Tasha Steelz, która wcześniej dwukrotnie pokonała James, wyzywając rywalkę na kolejną potyczkę. Grace nie zgodziła się na tę propozycję, wobec czego Scott D’Amore ustalił jedynie walkę drużynową między mistrzynią i pretendentką a Steelz i jej partnerką, Savannah Evans. Tydzień później James zamierzała samodzielnie zwyciężyć przeciwniczki, aby udowodnić, że nie są dla niej wyzwaniem. W końcówce meczu James była bliska przegranej, dlatego Grace zmieniła się z nią i dała bezapelacyjne zwycięstwo swojej drużynie. Po zakończeniu pojedynku pretendentka, niezadowolona z tej interwencji, zaatakowała mistrzynię.

### Eddie Edwards vs. Jonathan Gresham
Na odcinku Impact! z 15 grudnia Eddie Edwards pokonał Deliriousa, następnie po meczu zaatakował go. Napaść przerwał Jonathan Gresham. Zawodnicy mieli stoczyć ze sobą pojedynek na gali Rebellion (23 kwietnia), jednak ze względu na odniesienie kontuzji przez Greshama przed wydarzeniem, spotkanie nie zostało rozegrane.

### Pojedynek o Impact World Tag Team Championship
Przed główną kartą gali Over Drive (17 listopada) The Motor City Machine Guns (Alex Shelley i Chris Sabin) pokonali Bullet Club (Ace Austin i Chris Bay), zyskując miano pretendentów do walki o tytuł Impact World Tag Team. Tego samego wieczoru mistrzowie - Heath i Rhino - zachowali pasy mistrzowskie po zwycięstwie nad The Major Players (Matt Cardona i Brian Myers). Na odcinku Impact! z 8 grudnia Heath i Rhino stanęli w obronie tytułu przeciwko The Motor City Machine Guns, lecz starcie zakończyło się bez rozstrzygnięcia wskutek ingerencji w spotkanie ze strony The Major Players. Tydzień później odbyła się walka rewanżowa, z której zwycięsko wyszli Shelley i Sabin. 22 grudnia nowi mistrzowie oświadczyli, że na Hard To Kill zmierzą się z Heathem i Rhino, The Major Players oraz Bullet Club w czterodrużynowym pojedynku eliminacyjnym, stawiając na szali Impact World Tag Team Championship.

### Pojedynek o Impact X Division Championship
Na gali Over Drive Trey Miguel pokonał Black Taurusa, zdobywając zawieszony tytuł X Division. Jednakże Miguel wygrał spotkanie w nieczysty sposób, psikając sprejem w oczy przeciwnika. Mistrz namalował farbą na pasie mistrzowskim swoje logo, następnie w ten sam sposób oznaczał pokonanych przeciwników. Na odcinku Impact! z 15 grudnia Miguel zaatakował członka Decay, Crazzy’ego Steve’a, a zarazem partnera drużynowego Black Taurusa, puszką ze sprejem, czego skutkiem była porażka tego zespołu z The Major Players. W następnym odcinku programu ogłoszono walkę rewanżową Miguela i Taurusa o tytuł X Division na Hard To Kill.

### Deonna Purrazzo vs. Masha Slamovich vs. Taylor Wilde vs. Killer Kelly
Impact Wrestling ogłosił 29 grudnia trzyosobowy pojedynek między Deonną Purrazzo, Mashą Slamovich i Taylor Wilde o miano pretendentki do tytułu kobiet Impact Wrestling. 5 stycznia Impact ogłosił dodanie Killer Kelly do pojedynku.

### Pojedynek o Impact Digital Media Championship
Na odcinku Impact! z 1 grudnia Moose wydał promo po pokonaniu Bhupindera Gujjara, mówiąc, że wie, jakie są prawdziwe intencje Bully’ego Raya związane z trofeum Call Your Shot. Następnie powiedział, że nigdy więcej nie chce słyszeć imienia Raya, co nieumyślnie zwróciło uwagę mistrza Impact Digital Media, Joe Hendry’ego; wierząc, że Moose chciał walki o tytuł. Przez kilka następnych tygodni Moose atakował Hendry’ego i Gujjara razem, mówiąc obu, aby „wierzyli w Moose’a”. 29 grudnia Hendry rzucił wyzwanie Moose’owi na pojedynek o mistrzostwo Digital Media na gali Hard To Kill, który Moose zaakceptował i pojedynek został ogłoszony oficjalnie 3 stycznia 2023 roku.

### Rich Swann vs. Steve Maclin
Na odcinku Impact! z 22 grudnia szczytowi pretendenci do tytułu mistrza świata, Rich Swann i Steve Maclin, zmierzyli się w pojedynku, który zakończył się podwójnym wyliczeniem pozaringowym. Mimo to, a także kilku sędziów i ochroniarzy próbujących rozdzielić tę dwójkę, obaj kontynuowali swoje ataki na siebie nawzajem. 5 stycznia Swann wyzwał Maclina na rewanż, tym razem w stypulacji Falls Count Anywhere match na gali Hard To Kill, który został oficjalnie ogłoszony później w nocy.

### Pojedynki na Countdown To Hard To Kill
6 stycznia Impact ogłosiło, że w Countdown to Hard To Kill przed główną kartą, Impact Knockouts World Tag Team Championki The Death Dollz (Jessicka, Rosemary i Taya Valkyrie) zmierzą się z Gisele Shaw, Savannah Evans i Tashą Steelz w Six-Knockouts Tag Team matchu bez tytułu na szali. Również podczas pre-show zaplanowano sześcioosobowy pojedynek pomiędzy Angelsem, Bhupinderem Gujjarem, Kushidą, Mikiem Baileyem, Mikiem Jacksonem i Yuyą Uemurą.

## Wyniki walk
| Nr | Wyniki | Stypulacje | Czas  |
| --- | --- | --- | ----- |
| 1D | Gisele Shaw, Savannah Evans i Tasha Steelz (z Jai Vidalem) pokonały The Death Dollz (Jessickę, Rosemary i Tayę Valkyrię) poprzez pinfall                                                               | Six-Knockouts tag team match                                                                                        | 8:39  |
| 2P | Kushida pokonał Angelsa, Deliriousa, Mike’a Bailey’ego, Mike’a Jacksona i Yuya Uemurę poprzez submission                                                                                               | Six-way match | 7:25  |
| 3P | Trey Miguel (c) pokonał Black Taurusa (z Crazzy Steve’em) poprzez pinfall | Singles match o Impact X Division Championship                                                                      | 10:10 |
| 4 | Josh Alexander (c) pokonał Bully’ego Raya poprzez submission | Full Metal Mayhem match o Impact World Championship Bully Ray wykorzystał swój kontrakt z Call Your Shot Gauntletu. | 17:00 |
| 5 | The Motor City Machine Guns (Alex Shelley i Chris Sabin) (c) pokonali Heatha i Rhino, The Major Players (Briana Myersa i Matta Cardonę) oraz Bullet Club (Ace’a Austina i Chrisa Beya) poprzez pinfall | Four-way tag team elimination match o Impact World Tag Team Championship                                            | 13:13 |
| 6 | Joe Hendry (c) pokonał Moose’a poprzez pinfall | Singles match o Impact Digital Media Championship                                                                   | 14:05 |
| 7 | Masha Slamovich pokonała Deonnę Purrazzo, Killer Kelly i Taylor Wilde poprzez pinfall | Four-way match o miano pretendentki do Impact Knockouts World Championship                                          | 9:20  |
| 8 | Steve Maclin pokonał Richa Swanna poprzez pinfall | Falls Count Anywhere match                                                                                          | 11:40 |
| 9 | Eddie Edwards pokonał Jonathana Greshama poprzez pinfall | Singles match | 19:05 |
| 10 | Mickie James pokonała Jordynne Grace (c) poprzez pinfall | Title vs. Career match o Impact Knockouts World Championship                                                        | 19:05 |
| (c) – mistrz/mistrzyni przed walkąD – walka była dark matchem (nietransmitowana w TV)P – walka miała miejsce w pre-show | | |       |

### Four-way tag team elimination match o Impact World Tag Team Championship
| Nr eliminacji | Wrestler                                                     | Drużyna                                                      | Wyeliminowani przez | Metoda eliminacji                      | Czas  |
| ------------- | ------------------------------------------------------------ | ------------------------------------------------------------ | ------------------- | -------------------------------------- | ----- |
| 1             | Rhino                                                        | Heath i Rhino                                                | Matta Cardonę       | Przypięty ruchem roll-up               | 3:30  |
| 2             | Brian Myers                                                  | The Major Players (Brian Myers i Matt Cardona)               | Chrisa Beya         | Przypięty po otrztymaniu The Fold      | 8:37  |
| 3             | Chris Bey                                                    | Bullet Club (Ace Austin i Chris Bey)                         | Chrisa Sabina       | Przypięty po otrztymaniu The Dirt Bomb | 13:13 |
| Zwycięzcy     | The Motor City Machine Guns (c) (Alex Shelley i Chris Sabin) | The Motor City Machine Guns (c) (Alex Shelley i Chris Sabin) | –                   | –                                      | 13:13 |